# Аніко Капрош
Аніко Капрош (угор. Anikó Kapros; нар. 11 листопада 1983) — колишня угорська тенісистка.
Найвищу одиночну позицію світового рейтингу — 44 місце досягла 10 травня 2004, парну — 222 місце — 8 лютого 2010 року.
Здобула 2 одиночні та 4 парні титули.
Найвищим досягненням на турнірах Великого шолома було 4 коло в одиночному розряді.
Завершила кар'єру 2010 року.

## Фінали турнірів WTA

### Одиночний розряд: 1 (поразка)
| Результат | Дата            | Турнір            | Покриття | Суперниця      | Рахунок            |
| --------- | --------------- | ----------------- | -------- | -------------- | ------------------ |
| Поразка   | 29 вересня 2003 | Japan Open, Tokyo | Тверде   | Марія Шарапова | 6–2, 2–6, 6–7(5–7) |

## Фінали ITF

### Одиночний розряд: 7 (2–5)
| турніри $100,000 |
| турніри $75,000  |
| турніри $50,000  |
| турніри $25,000  |
| турніри $10,000  |

| Результат | Ранг | Дата              | Турнір            | Покриття   | Суперниця        | Рахунок       |
| Перемога  | 1.   | 29 січня 2001     | Клірвотер, США    | Тверде     | Аліна Жидкова    | 6–3, 6–2      |
| Поразка   | 2.   | 2 квітня 2001     | Дубай, ОАЕ        | Тверде     | Елені Даніліду   | 4–6, 4–6      |
| Перемога  | 3.   | 28 травня 2006    | Пекін, КНР        | Тверде     | Сє Яньцзе        | 6–4, 6–2      |
| Поразка   | 4.   | 10 серпня 2008    | Москва, Росія     | Ґрунт      | Анна Лапущенкова | 1–5 ret.      |
| Поразка   | 5.   | 9 лютого 2009     | Стокгольм, Швеція | Тверде (i) | Татьяна Марія    | 3–6, 2–6      |
| Поразка   | 6.   | 28 вересня 2009   | Лас-Веґас, США    | Тверде     | Регіна Куликова  | 2–6, 2–6      |
| Поразка   | 7.   | 19 листопада 2009 | Торонто, Канада   | Тверде     | Каміла Джорджі   | 6–4, 4–6, 0–6 |

### Парний розряд: 4 (4–0)
| Результат | Ранг | Дата            | Турнір         | Покриття | Партнерка        | Суперниці                        | Рахунок       |
| --------- | ---- | --------------- | -------------- | -------- | ---------------- | -------------------------------- | ------------- |
| Перемога  | 1.   | 16 березня 2009 | Каїр, Єгипет   | Ґрунт    | Каталін Мароші   | Меган Мултон-Леві Лаура Зігемунд | 7–5, 6–3      |
| Перемога  | 2.   | 26 травня 2009  | Градо, Італія  | Ґрунт    | Сандра Клеменшиц | Хорхеліна Краверо Анна Татішвілі | 6–3, 6–0      |
| Перемога  | 3.   | 15 червня 2009  | Падуя, Італія  | Ґрунт    | Сандра Клеменшиц | Елена Пйоппо Валентіна Сульпіціо | 7–6(7–4), 6–1 |
| Перемога  | 4.   | 28 вересня 2009 | Лас-Вегас, США | Тверде   | Агустіна Лепоре  | Кімберлі Кутс Ліндсей Лі-Вотерс  | 6–2, 7–5      |

## Докладно про найкращі результати на турнірах Великого шлему

### Одиночний розряд
|                                             | Відкритий чемпіонат Австралії з тенісу      | Відкритий чемпіонат Австралії з тенісу      |
| Відкритий чемпіонат Австралії з тенісу 2004 | Відкритий чемпіонат Австралії з тенісу 2004 | Відкритий чемпіонат Австралії з тенісу 2004 |
| Раунд                                       | Суперниця                                   | Рахунок                                     |
| ------------------------------------------- | ------------------------------------------- | ------------------------------------------- |
| 1р                                          | Надія Петрова (10)                          | 6–3, 6–3                                    |
| 2р                                          | Саманта Стосур (WC)                         | 6–3, 6–1                                    |
| 3р                                          | Петра Мандула                               | 3–6, 6–3, 12–10                             |
| 4р                                          | Фабіола Сулуага (32)                        | 4–6, 2–6                                    |

|                                                           | Відкритий чемпіонат Франції з тенісу                      | Відкритий чемпіонат Франції з тенісу                      |
| Відкритий чемпіонат Франції з тенісу 2002 (кваліфікантка) | Відкритий чемпіонат Франції з тенісу 2002 (кваліфікантка) | Відкритий чемпіонат Франції з тенісу 2002 (кваліфікантка) |
| Раунд                                                     | Суперниця                                                 | Рахунок                                                   |
| --------------------------------------------------------- | --------------------------------------------------------- | --------------------------------------------------------- |
| К1р                                                       | Софі Ерр (WC)                                             | 6–2, 6–1                                                  |
| К2р                                                       | Сабіне Клашка                                             | 6–0, 6–3                                                  |
| К3р                                                       | Сє Шувей                                                  | 3–6, 6–1, 6–4                                             |
| 1р                                                        | Жустін Енен (5)                                           | 4–6, 6–1, 6–0                                             |
| 2р                                                        | Віржіні Раззано                                           | 6–7(3–7), 7–6(7–1), 6–2                                   |
| 3р                                                        | Марі П'єрс (WC)                                           | 3–6, 0–6                                                  |

|                               | Вімблдонський турнір          | Вімблдонський турнір          |
| Вімблдон 2003 (кваліфікантка) | Вімблдон 2003 (кваліфікантка) | Вімблдон 2003 (кваліфікантка) |
| Раунд                         | Суперниця                     | Рахунок                       |
| ----------------------------- | ----------------------------- | ----------------------------- |
| К1р                           | Шенай Перрі                   | 6–2, 5–7, 6–1                 |
| К2р                           | Вінне Пракуся (7)             | 6–2, 6–4                      |
| К3р                           | Андрея Ехрітт-Ванк            | 6–2, 4–6, 6–4                 |
| 1р                            | Меган Шонессі (19)            | 6–3, 6–2                      |
| 2р                            | Мартина Суха (Q)              | 6–0, 6–4                      |
| 3р                            | Олена Дементьєва (15)         | 3–6, 1–6                      |

|                                                       | Відкритий чемпіонат США з тенісу      | Відкритий чемпіонат США з тенісу      |
| Відкритий чемпіонат США з тенісу 2001                 | Відкритий чемпіонат США з тенісу 2001 | Відкритий чемпіонат США з тенісу 2001 |
| Раунд                                                 | Суперниця                             | Рахунок                               |
| ----------------------------------------------------- | ------------------------------------- | ------------------------------------- |
| 1р                                                    | Катарина Среботнік (Q)                | 1–6, 4–6                              |
|                                                       |                                       |                                       |
| Відкритий чемпіонат США з тенісу 2003 (кваліфікантка) |                                       |                                       |
| Раунд                                                 | Суперниця                             | Рахунок                               |
| К1р                                                   | Джамея Джексон (WC)                   | 6–1, 6–1                              |
| К2р                                                   | Кая Канепі                            | 6–4, 6–2                              |
| К3р                                                   | Ярміла Вулф                           | 6–3, 6–2                              |
| 1р                                                    | Жустін Енен (2)                       | 5–7, 3–6                              |
|                                                       |                                       |                                       |
| Відкритий чемпіонат США з тенісу 2004                 |                                       |                                       |
| Раунд                                                 | Суперниця                             | Рахунок                               |
| 1р                                                    | Віра Душевіна                         | 1–6, 3–6                              |

### Парний розряд
| \| \| Відкритий чемпіонат Австралії з тенісу \| Відкритий чемпіонат Австралії з тенісу \| \| Відкритий чемпіонат Австралії з тенісу 2005 (вайлдкард) \| Відкритий чемпіонат Австралії з тенісу 2005 (вайлдкард) \| Відкритий чемпіонат Австралії з тенісу 2005 (вайлдкард) \| \| with Єлена Янкович \| with Єлена Янкович \| with Єлена Янкович \| \| Раунд \| Суперниці \| Рахунок \| \| ------------------------------------------------------- \| ------------------------------------------------------- \| ------------------------------------------------------- \| \| 1р \| Наталі Грандін / Кончіта Мартінес Гранадос \| 7–6(7–4), 7–5 \| \| 2р \| Джанет Лі / Пен Шуай \| 6–7(3–7), 3–6 \| |                                            |               |
| | Відкритий чемпіонат Австралії з тенісу     |               |
| Відкритий чемпіонат Австралії з тенісу 2005 (вайлдкард) |                                            |               |
| with Єлена Янкович |                                            |               |
| Раунд | Суперниці                                  | Рахунок       |
| 1р | Наталі Грандін / Кончіта Мартінес Гранадос | 7–6(7–4), 7–5 |
| 2р | Джанет Лі / Пен Шуай                       | 6–7(3–7), 3–6 |